# 12574 LONEOS
12574 LONEOS — астероїд головного поясу, відкритий 4 вересня 1999 року.
Тіссеранів параметр щодо Юпітера — 3,341.